# Paint My Bedroom Black
Paint My Bedroom Black è il primo album in studio della musicista britannica Holly Humberstone, pubblicato il 13 ottobre 2023.

## Tracce
1. Paint My Bedroom Black – 3:49
2. Into Your Room – 3:29
3. Cocoon – 3:06
4. Kissing in Swimming Pools – 4:47
5. Ghost Me – 3:37
6. Superbloodmoon" (featuring D4vd) – 2:31
7. Antichrist – 3:20
8. Lauren – 2:58
9. Baby Blues – 1:18
10. Flatlining – 3:02
11. Elvis Impersonators – 2:52
12. Girl – 3:22
13. Room Service – 3:46

Durata totale: 41:57

## Formazione

### Gruppo
- Holly Humberstone – voce, cori (tutte le tracce); pianoforte (traccia 1, 5, 7); tamburello (traccia 4); vibrafono (traccia 8)
- Lee Smith – batteria (traccia 4, 5, 6, 7)
- Rob Milton – sintetizzatore (traccia 1-13); chitarra (traccia 1-12); percussioni (traccia 1, 4, 7, 12); basso (traccia 3, 5, 6); tastiere (traccia 6); cori (traccia 3, 11, 13); chitarra acustica (traccia 13)
- Ethan Gruska – sintetizzatore (traccia 2,8); chitarra (traccia 2); basso, batteria e percussioni (traccia 8)
- Rob Slater – batteria (traccia 3, 7)
- Max Cliverd – pedal steel guitar (traccia 4, 5)
- Angelica Bomford – violoncello (traccia 4)
- Julian Bayliss – pianoforte (traccia 4)
- Joseph Lowe – viola (traccia 4)
- Anastasia Vaina – violino (traccia 4)
- Chloë Meade – violino (traccia 4)
- Benjamin Leftwich – chitarra (traccia 5)
- Jamie Lockhart – corde (traccia 5)
- D4vd – voce, cori (traccia 6)
- Giampaolo Parisi – sintetizzatore (traccia 9)
- Marco Parisi – sintetizzatore (traccia 9)
- Noah Conrad – pianoforte e sintetizzatore (traccia 10, 11, 12); chitarra (traccia 11)
- Jonah Summerfield – sintetizzatore (traccia 10, 11, 12)

### Produzione
- Matt Colton – mastering (traccia 1-13)
- Jeremy Cooper – mastering
- Lee Smith – missaggio (traccia 1-13)
- Rob Milton – programmatore (traccia 1, 2, 3, 5, 6, 8, 10, 11, 12)
- Ethan Gruska –programmatore (traccia 2)
- Giampaolo Parisi – programmatore, programmatore vocale (traccia 9)
- Marco Parisi – programmatore, programmatore vocale (traccia 9)
- Jonah Summerfield – programmatore (traccia 10, 11, 12)

## Accoglienza
Paint My Bedroom Black ha ottenuto un punteggio di 75 su 100 sull'aggregatore di recensioni Metacritic sulla base di 12 recensioni, indicando un'accoglienza "generalmente favorevole". Ben Tipple di DIY ha definito l'album "evasivo e fortemente personale" e "una fantasia oscura, pop perfetta e malinconica". Maya Georgi di Rolling Stone l'ha definito "una fusione di colori sgargianti, che passano dal blu ceruleo all'arancione lunare super sanguigno ad altissima velocità" e ha affermato che "raddoppia la sua vorace onestà, mettendo a nudo i suoi rimpianti più profondi, le notti di sventura, e le abitudini nel bere». Emma Thimgren di The Line of Best Fit, ha dato all'album una valutazione di 6 su 10, trovandolo "pieno di melodie brillanti e con delle canzoni realizzate in modo molto accurato, ma la portata verso un suono più grande fa perdere l'immediatezza tra Humberstone e l'ascoltatore". Emma Cooper-Raeburn di The Skinny ha ritenuto che "le influenze di Damien Rice e Phoebe Bridgers siano evidenti in tutto" l'album, che "dimostra i progressi di Humberstone nel suo talento e nella sua carriera [...] sebbene tutte le tracce del disco si fondano perfettamente insieme, molti suonano purtroppo simili al precedente».